# Polideportivo Alexis Argüello
El Polideportivo Alexis Argüello es un moderno complejo deportivo ubicado en la ciudad de Managua, Nicaragua, nombrado en honor al reconocido boxeador nicaragüense Alexis Argüello. Es considerado una de las instalaciones deportivas más importantes del país y de Centroamérica, y forma parte del Complejo Deportivo Nacional junto al Estadio Nacional Dennis Martínez.

## Historia y construcción
La construcción del polideportivo inició en 2015 como parte de los preparativos para albergar los XI Juegos Deportivos Centroamericanos celebrados en Managua en 2017. Fue inaugurado el 17 de noviembre de ese mismo año por el presidente de la República, Daniel Ortega, y la vicepresidenta Rosario Murillo. Su diseño moderno y funcional fue desarrollado con estándares internacionales

## Instalaciones y capacidad
El recinto cuenta con una capacidad para más de 8,000 espectadores y está equipado para competencias profesionales de baloncesto, voleibol y futsal. También incluye camerinos, sala de prensa, pantallas electrónicas, accesos para personas con discapacidad, sistema de aire acondicionado y acústica para conciertos y eventos masivos

## Eventos destacados
Entre los eventos más importantes que ha albergado se encuentran:
Ceremonia de apertura y varias competencias de los XI Juegos Deportivos Centroamericanos (2017)
Torneos internacionales de baloncesto y voleibol
Partidos de la liga nicaragüense de futsal
Conciertos y festivales musicales nacionales e internacionales

## Importancia deportiva y cultural
El polideportivo se ha consolidado como símbolo del desarrollo deportivo de Nicaragua y ha contribuido a posicionar a Managua como sede de eventos internacionales. También funciona como centro de entrenamiento y promoción del deporte escolar y juvenil.